# Брайант, Генри (натуралист)
Ге́нри Бра́йант (англ. Henry Bryant; 12 мая 1820, Бостон — 2 февраля 1867, Пуэрто-Рико) — американский врач и натуралист. С детства увлекался орнитологией. Дедушка американского океанографа и морского биолога Генри Брайанта Бигелоу (1879—1967).

## Биография
Родился в Бостоне. Окончил Гарвардский университет, а затем Гарвардскую медицинскую школу. Затем изучал медицину в Париже. Чтобы поправить пошатнувшееся здоровье, присоединился к французской армии в Алжире в качестве хирурга.
В октябре 1847 вернулся в Бостон. Работал хирургом, но здоровье, которое снова подвело врача, заставило его оставить медицину и заняться естественной историей. В первой же поездке для сбора образцов он повредил живот, но решил не отступать.
В 1854 стал куратором орнитологии в Бостонском обществе естественной истории и занимал этот пост вплоть до своей смерти. Сделав перерыв в научной карьере, служил хирургом во время Гражданской войны в США. Был ответственным за организацию нескольких госпиталей. В одном случае, упав с лошади, повредил колено так сильно, что оно было почти ампутировано, но продолжал исполнять служебные обязанности.
После войны ездил во Францию и в коллекционные поездки. Находясь в одной из них, скончался в Пуэрто-Рико.